# Sandurs kommun
Sandurs kommun (färöiska: Sands kommuna) är en kommun på Färöarna, belägen på ön Sandoy. Kommunen är den största på ön och omfattar endast centralorten Sandur. Vid folkräkningen 2015 hade kommunen 539 invånare.

## Befolkningsutveckling
| Befolkningsutvecklingen i Sandurs kommun 1985–2015 | Befolkningsutvecklingen i Sandurs kommun 1985–2015 | Befolkningsutvecklingen i Sandurs kommun 1985–2015 | Befolkningsutvecklingen i Sandurs kommun 1985–2015 | Befolkningsutvecklingen i Sandurs kommun 1985–2015 |
| -------------------------------------------------- | -------------------------------------------------- | -------------------------------------------------- | -------------------------------------------------- | -------------------------------------------------- |
|                                                    |                                                    |                                                    |                                                    |                                                    |
| År                                                 |                                                    |                                                    | Folkmängd                                          |                                                    |
| 1985                                               | 1985                                               |                                                    | 646                                                |                                                    |
| 1990                                               | 1990                                               |                                                    | 636                                                |                                                    |
| 1995                                               | 1995                                               |                                                    | 549                                                |                                                    |
| 2000                                               | 2000                                               |                                                    | 560                                                |                                                    |
| 2005                                               | 2005                                               |                                                    | 594                                                |                                                    |
| 2010                                               | 2010                                               |                                                    | 549                                                |                                                    |
| 2015                                               | 2015                                               |                                                    | 539                                                |                                                    |
|                                                    |                                                    |                                                    |                                                    |                                                    |